# The Meads of Asphodel
The Meads of Asphodel é uma banda de black metal experimental proveniente de Hertfordshire, Inglaterra, no Reino Unido. Seus temas musicais possuem influência medieval e oriental, com o uso de instrumentos típicos árabes.

## História
A banda foi formada em 1998 por Metatron e Jaldaboath. O objetivo era "criar um som pesado, baseado no Black Metal original com influências Árabe/Medieval e o conceito lírico derivado da mortalidade de Cristo, evangelhos apócrifos, anjos caídos e morte." Suas demos lançadas The Bemoaning of Metatron e Metatron and the Red Gleaming Serpent deram a eles boas atenções e críticas da imprensa do metal underground, assim recebendo menções de fontes da mídia como a revista Kerrang!, e em pouco tempo assinando com a gravadora Supernal Music após terem lançado sua aclamada demo The Watchers of Catal Huyuk. Seus álbuns, particularmente The Excommunication of Christ de 2001 explora temas conceituais baseado em torno do Cristianismo, interpretações da Bíblia e Evangelhos apócrifos. Após várias sepações e trocas de membros, a banda continuou com lançamentos de álbuns sempre bem aceitos, o último destes de 2006, o EP intitulado In the Name of God, Welcome to Planet Genocide. O mais consistente uso de músicos convidados, incluindo membros das bandas Hawkwind e Rabbi.
Em Damascus Steel de 2005, a banda focou as letras das músicas na Humanidade e a mentalidade de destruir e matar em Nome de Deus. Suas ideias, publicadas na seção "Biografia" de seu site oficial, diz que "The Meads of Asphodel acredita em todo o direito das pessoas viverem em paz, livre das algemas de dogmas infligidos e servitude".
A banda tem em seu cenário anjos, gênios, entre outras figuras, além de nunca serem fotografados, exceto vestidos com suas armaduras medievais. Eles abertamente admitem o uso aberto e natural de substâncias alucinógenas como o haxixe. O nome da banda provém de um modo arcaico de dizer "Os Campos de Asphodel", referência à crença das planícies do submundo, pertencentes ao deus grego Hades, estas planícies que são forradas com a flor alucinógena de Asphodel.

## Membros

### Atuais
- Metatron: Vocais (1998-)
- James Tait: Guitarras, teclados, Vocals (2003-)
- Urakbaramel: bateria (2003-)
- Max Rael: Teclados, Programação (2001-)
- Alan Davey: Baixo (2003-)

### Ex-membros
- Jaldaboath (Nome real: James Fogarty) (1998-2002) Guitarras, Programação, Vocais, Baixo, teclados
- The Mad Mullah: seção Beria (Nome real: Milton Peterson) (2002)
- Maximus (Max Rael): teclados (2003)
- Paul Carter: teclados (2003)
- Deorth: Baixo (2003)

## Discografia
- The Bemoaning of Metatron (Demo) - 1998
- Metatron and the Gleaming Red Serpent (Demo) - 1999
- The Watchers of Catal Huyuk (Demo) - 1999
- The Excommunication of Christ - 2001
- Freezing Moon/Jihad (Split com Mayhem) - 2002
- The Bulldozer Armageddon Vol. V (Split) - 2003
- Exhuming the Grave of Yeshua - 2003
- The Mill Hill Sessions - 2004
- Damascus Steel - 2005
- In the Name of God, Welcome to Planet Genocide (EP) - 2006
- Life is Shit (EP) - 2007
- The Murder of Jesus the Jew - 2010